# Jurij Biełonowski
Jurij Jurjewicz Biełonowski (ros. Юрий Юрьевич Белоновский; ur. 6 lutego 1988) – rosyjski zapaśnik startujący w stylu wolnym. Siódmy na mistrzostwach Europy w 2010. Drugi w Pucharze Świata 2014; czwarty w 2015; piąty w 2017 i dziewiąty w 2013. Wojskowy mistrz świata z 2018. Akademicki mistrz świata w 2010. Wicemistrz Rosji w 2011, a trzeci w 2017 roku.